# سنتز اولفین کوری–وینتر
سنتز اولفین کوری–وینتر(به انگلیسی: Corey–Winter olefin synthesis) مجموعه‌ای از واکنش‌های شیمیایی هستند که منجر به تبدیل ۱٬۲-دی‌ال‌ها به اولفین‌ها می‌شوند. این واکنش سنتز شیمیایی به افتخار دو شیمیدان آمریکایی به نام‌های Elias James Corey و رونالد آرتور ادوین وینتر، نامگذاری شده است.